# Eduard Geyer
Eduard „Ede“ Geyer (* 7. Oktober 1944 in Bielitz, Oberschlesien) ist ein ehemaliger deutscher Fußballspieler und -trainer. Als Spieler wurde er in der DDR-Oberliga mit Dynamo Dresden zweimal Meister und einmal Pokalsieger. Er ist mehrmaliger DDR-Nachwuchsnationalspieler. Als Trainer war er in der DDR-Oberliga, für die DDR-Nationalmannschaft, in der Bundesrepublik Deutschland und im Ausland tätig, wobei er vor allem durch seine langjährige Tätigkeit bei Energie Cottbus bekannt ist. Geyer arbeitete unter dem Decknamen „Jahn“ mehr als zehn Jahre lang als inoffizieller Mitarbeiter für die DDR-Staatssicherheit.

## Spieler

### Jugend und Zweitligaspieler
Nach der Flucht im Rahmen der Vertreibung seiner Familie aus Oberschlesien nach dem Zweiten Weltkrieg wuchs Geyer in Dresden auf. Mit neun Jahren begann er organisiert bei der Betriebssportgemeinschaft Aufbau Dresden-Mitte zunächst als Torwart Fußball zu spielen. 1957 wechselte er als Feldspieler zum SC Einheit Dresden, dessen 1. Fußballmannschaft zu dieser Zeit führend in Dresden war und in der Oberliga, der höchsten Spielklasse des DDR-Fußballs, spielte. Dort durchlief er die üblichen Nachwuchsmannschaften. Bereits 1961 gewann er seinen ersten Titel, als er mit der Jugendmannschaft DDR-Pokalsieger wurde. Als Juniorenspieler gehörte er zum Kader der DDR-Juniorennationalelf, mit der er zwischen September 1962 und März 1963 vier Länderspiele bestritt. Ein Jahr später bestritt er seine ersten Spiele mit der Männermannschaft des SC Einheit Dresden, die inzwischen in der zweitklassigen DDR-Liga spielte. 1966 wurde die Fußballsektion aus dem Sportclub ausgegliedert und trat weiter als FSV Lokomotive Dresden an.

### Fußballspieler bei Dynamo Dresden
1968 delegierte die FSV ihren 1,84 Meter großen Stürmer Geyer zur neuen Nummer eins im Dresdner Fußball, der SG Dynamo Dresden. Dynamo war zwar ebenfalls gerade in die DDR-Liga abgestiegen, doch schaffte die Mannschaft mit ihrem neuen Stürmer, der bereits mit 23 Punktspieleinsätzen und sieben Toren zum Spielerstamm gehörte, binnen eines Jahres die Rückkehr in die Oberliga. In seiner ersten Oberligasaison dauerte es jedoch bis zum 16. Spieltag, ehe er wieder seinen Stammplatz im Sturm zurückerhielt. Obwohl Geyer 1970/71 wie im Jahr zuvor nur zu 13 Punktspieleinsätzen kam, war es seine erfolgreichste Saison, denn er wurde mit seiner Mannschaft sowohl Meister als auch Pokalsieger. Im Pokalendspiel am 2. Juni 1971 gegen den Berliner FC Dynamo (2:1) wurde Geyer als Mittelstürmer eingesetzt. In der Saison 1971/72 hatte Geyer seine meisten Oberligaeinsätze. Von Beginn an setzte ihn Trainer Walter Fritzsch als Verteidiger ein, und Geyer bestritt 22 der 26 ausgetragenen Punktspiele. In den folgenden zwei Spielzeiten kam Geyer wieder nur in 13 bzw. 16 Oberligapunktspielen zum Einsatz. Inzwischen 30 Jahre alt geworden, absolvierte Geyer 1974/75 seine letzte Oberligasaison. Er war nur noch als Ersatzspieler vorgesehen und kam lediglich für die verletzten Hartmut Schade und Siegmar Wätzlich in 13 Spielen zum Einsatz. Am Ende der Saison beendete er seine Karriere als Fußballspieler, in der er für die SG Dynamo Dresden 90 Oberligaspiele mit sechs Toren bestritten hatte.

## Mitarbeiter der DDR-Staatssicherheit
Nach einem unerlaubten Nachtbummel nach einem Europapokalspiel in Amsterdam am 15. September 1971 wurde der 26-jährige Geyer für den Staatssicherheitsdienst tätig. Als Inoffizieller Mitarbeiter erhielt er zunächst die Aufgabe „das Oberligakollektiv der SG Dynamo Dresden abzusichern.“ Unter dem Decknamen „Jahn“ hatte er über sportliche, politische und charakterliche Eigenschaften seiner Mitspieler zu berichten. Mit Beginn seiner Trainertätigkeit wurde Geyer 1975 zum Inoffiziellen Mitarbeiter/Verdacht Feindtätigkeit (IMV) und 1980 zum Inoffiziellen Mitarbeiter im besonderen Einsatz (IME) befördert. Seine Staatssicherheitsakten weisen für die Zeit von 1975 bis 1986 über 100 Berichte aus. Im Sommer 1986 wurde seine Stasi-Tätigkeit beendet. Die von Geyer geleugnete Bezahlung mit Ost- und Westgeld ist durch Quittungen belegt. Später rechtfertigte Geyer sein Verhalten: „Wer nie im DDR-Leistungssport war, kann meine Situation sicher nie verstehen. Ich hätte damals viele Dinge hinterfragen müssen.“

### 2018 Rücktritt als Ehrenspielführer von Dynamo Dresden
2018 wurde Eduard Geyers Stasi-Mitarbeit erneut zum Thema, es kam zur Androhung der Rücktritte als Ehrenspielführer von Dynamo Dresden durch Klaus Sammer, Dieter Riedel und Hans-Jürgen Kreische mit der Forderung, Eduard Geyer die Ehrenspielführerschaft abzuerkennen. Aufgrund des Drucks trat dann Eduard Geyer von seiner Ehrenspielführerschaft zurück.

## Trainer

### Dynamo Dresden

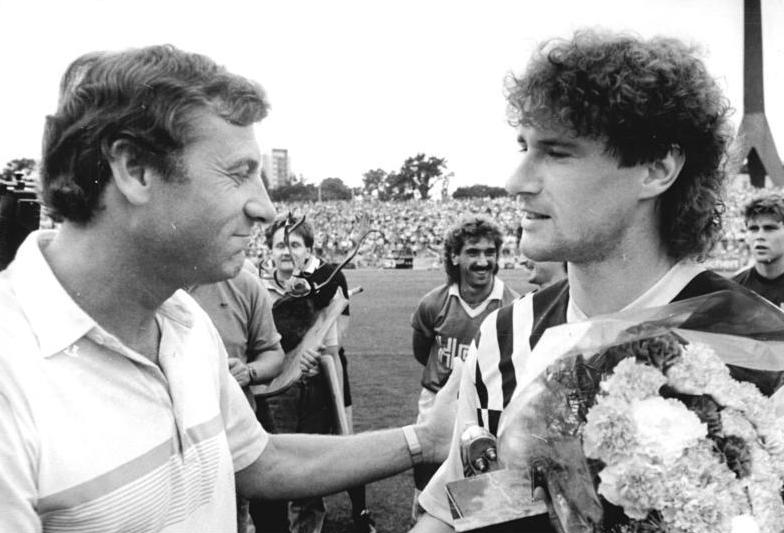
Geyer (links) 1989 als Trainer von Dynamo Dresden zusammen mit Andreas Trautmann

Geyer, ursprünglich Technologie-Ingenieur von Beruf, hatte bereits während seiner Spielerzeit eine Ausbildung zum Diplomsportlehrer abgeschlossen. Dynamo Dresden nahm seinen bisherigen Spieler nahtlos in seinen Trainerstab auf, wo er zunächst im Nachwuchsbereich ab 1979 als Assistenztrainer tätig war. Von 1983 bis 1986 betreute er die Junioren, mit denen er 1985 DDR-Meister sowie 1985 und 1986 Pokalsieger wurde. Als die Dynamo-Männermannschaft die Saison 1985/86 mit einem enttäuschenden sechsten Platz abschloss, wurde Geyer am 30. Juni 1986 als neuer Cheftrainer eingesetzt. Er führte die Mannschaft bereits in seiner ersten Saison 1986/87 zur Vizemeistermannschaft und 1989 zum Meistertitel. Er hatte damit den BFC Dynamo abgelöst, der zuvor zehnmal Meister geworden war.

### Nationaltrainer DDR
Aufgrund dieser erfolgreichen Arbeit berief der DDR-Fußballverband Geyer im September 1989 neben seiner Tätigkeit bei Dynamo Dresden zum Trainer der Nationalmannschaft, nachdem diese unter Trainer Manfred Zapf zuletzt in fünf Spielen sieglos geblieben und die Qualifikation zur Weltmeisterschaft 1990 in Gefahr geraten war. Geyer ließ noch einmal Hoffnung aufkommen, als die Nationalmannschaft unter seiner Leitung die nächsten beiden WM-Qualifikationsspiele gegen Island (3:0) und die Sowjetunion (2:1) gewann. Danach kam jedoch die politische Wende in der DDR. Das Qualifikationsspiel in Österreich wurde mit 0:3 verloren und die Qualifikation verspielt. Anschließend betreute Geyer die Nationalmannschaft bis zu ihrer Auflösung 1990 in weiteren sieben Länderspielen, darunter das letzte Länderspiel gegen Belgien. Unter Geyer gewann die Mannschaft acht Spiele, zwei Spiele endeten unentschieden und nur zwei gingen verloren.

### Rücktritt bei Dynamo Dresden
Im April 1990 trat Geyer trotz guter Aussichten auf den erneuten Gewinn der Meisterschaft vom Amt des Cheftrainers bei Dynamo Dresden zurück. Nach dem wendebedingten Ende der politischen Einflussnahme hatten die Spieler gegen den autoritären Stil ihres Trainers protestiert. Ab Oktober 1990 arbeitete er dann als Jugendkoordinator für den FC Schalke 04.

### Bányász Siófok (Ungarn)
Im Sommer 1991 bekam Geyer eine Anstellung als Trainer beim ungarischen Erstligisten Bányász Siófok. Obwohl er den Klub im Laufe der Saison bis in die Spitzengruppe der 1. ungarischen Liga führte, wurde das Engagement noch vor Saisonende im Februar 1992 aus finanziellen Gründen beendet.

### Sachsen Leipzig
Geyer kehrte daraufhin nach Deutschland zurück und übernahm mit Beginn der Saison 1992/93 das Training des Oberligisten FC Sachsen Leipzig. Nach einem Jahr hatten die Sachsen unter Geyer die Meisterschaft der Oberliga Nordost gewonnen, blieben aber drittklassig, da aus finanziellen Gründen die Lizenz für die 2. Bundesliga verweigert wurde. Als der FC Sachsen im Frühjahr 1994 den Anschluss an die Spitze der Oberliga verloren hatte, wurde Geyer sechs Spieltage vor Saisonende im April 1994 entlassen.

### Energie Cottbus
Am 1. Juli 1994 wurde Geyer Trainer des Regionalligisten Energie Cottbus. Innerhalb von drei Jahren gelang es ihm, mit der Mannschaft in die 2. Bundesliga aufzusteigen. Nach weiteren drei Jahren wurde 2000 der Aufstieg in die 1. Bundesliga erreicht. Es gelang Geyer, den finanzschwachen Verein drei Spielzeiten lang in der Erstklassigkeit zu halten und erregte Aufsehen damit, dass er mit einer überwiegend aus ausländischen Spielern bestehenden Mannschaft ein erfolgreiches Team formte. 2003 musste Cottbus wieder in die 2. Bundesliga absteigen. Als während der Hinrunde der Zweitligasaison 2004/05 Energie am 14. Spieltag nach nur vier Siegen und der 1:2-Heimniederlage gegen Alemannia Aachen auf Platz 14 zurückfiel, wurde Geyer nach zehnjähriger Tätigkeit am 23. November 2004 beurlaubt. Der bis zum 30. Juni 2006 laufende Vertrag wurde zum 30. Juni 2005 aufgelöst.

### Al Nasr und nochmals Sachsen Leipzig
Nach einem neunmonatigen Zwischenspiel beim arabischen Fußballklub Al Nasr in Dubai kehrte Geyer wieder zum FC Sachsen Leipzig zurück, wo er ab 23. Mai 2006 zunächst als Sportdirektor und ab 4. Oktober 2006 mit einem bis Sommer 2008 geltenden Vertrag auch als Trainer tätig wurde. Da der FC Sachsen 2007 kurz vor der Insolvenz stand, traten am 2. Juli 2007 der Klubpräsident und sein Stellvertreter zurück und Eduard Geyer stimmte einer Aufhebung seines laufenden Vertrages zu.

### Dynamo Dresden
Am 25. September 2007 übernahm Geyer bei seinem Heimatverein Dynamo Dresden die Trainingsleitung. Damit wurde er einer von sechs Trainern von Dynamo Dresden mit mehreren Amtszeiten. Die Zielsetzung war, mindestens die Qualifikation für die kommende eingleisige 3. Profiliga zu erreichen. Obwohl er dies bereits am vorletzten Spieltag erreicht hatte, wurde sein Vertrag am 2. Juni 2008 wieder aufgelöst.

## Familie
Sein Sohn Jan Geyer kam in den 1990er-Jahren als Spieler des Chemnitzer FC zu sporadischen Einsätzen in der 2. Fußball-Bundesliga.

## Erfolge
| Als Spieler: - DDR-Jugendpokalsieger 1961 - DDR-Oberliga-Aufstieg 1969 - DDR-Meister 1971, 1973 - DDR-Pokalsieger 1971 | Als Trainer: - DDR-Juniorenpokalsieger 1976, 1985 - DDR-Juniorenmeister 1982, 1985 - DDR-Meister 1989 (Dynamo Dresden) - UEFA Cup Halbfinalist 1989 (Dynamo Dresden) | - DFB-Pokalfinalist 1997 (Energie Cottbus) - Aufstieg in die 2. Bundesliga 1997 (Energie Cottbus) - Aufstieg in die 1. Bundesliga 2000 (Energie Cottbus) - Aufstieg in die 3. Liga 2008 (Dynamo Dresden) |

## Schriften
- Einwürfe. Über Fußball, die Welt und das Leben in Gesprächen mit Gunnar Meinhardt. Verlag Neues Leben, Berlin 2015, ISBN 978-3-355-01837-1.